# Michael Rice
Michael Rice (født 25. Oktober 1997 i Hartlepool), er en Britisk sanger, der repræsenterede Storbritannien ved Eurovision Song Contest 2019 i Tel Aviv, Israel med sangen "Bigger Than Us". og fik Sidstepladsen med 11 point, 8 point fra juryerne og 3 point fra seerne.